# Анијан Александријски
Свети Анијан је био други епископ Александријски. Када је Свети Марко изашао из лађе на суву земљу у Александрији, расцепила му се обућа на једној нози. Тада је видео једног обућара, коме је дао обућу на поправку. Шијући обућар је шилом пробоо себи леву руку. У хришћанској традицији се помиње да му је апостол Марко тада замесио прашину са својом пљувачком и помаза рањаву руку, и одједном је рука постала здрава. После овога Анијан је позвао Марка у свој дом. Када је чуо Маркову проповед Анијан се крстио са целом породицом. Показао је велику ревност за Христа па га је Марко рукоположио за епископа.
Српска православна црква слави га 25. априла по црквеном, а 8. маја по грегоријанском календару.